# Croxton (Cambridgeshire)
Croxton – wieś w Anglii, w hrabstwie Cambridgeshire, w dystrykcie South Cambridgeshire. Leży 21 km na zachód od miasta Cambridge i 80 km na północ od Londynu. Miejscowość liczy 163 mieszkańców.